# Bess Armstrong
Bess Armstrong, född 11 december 1953 i Baltimore, Maryland, är en amerikansk skådespelare. Hon är troligen främst känd i Sverige för sin roll som mamman i serien Mitt så kallade liv.

## Filmografi (urval)
- On Our Own (1977) (TV)
- Getting Married (1978) (TV)
- 11th Victim (1979)  (TV)
- Walking Through the Fire (1979) (TV)
- The Four Seasons (1981)
- Jekyll and Hyde... Together Again (1982)
- High Road to China (1983)
- Hajen 3-D (1983)
- The House of God (1984)
- Lace (1984) (TV)
- All Is Forgiven (1986) (TV)
- Nothing in Common (1986)
- Married People (1990-1991)
- The Nanny (1994 & 1998) (TV)
- Dream Lover (1994)
- Mitt så kallade liv (1994) (TV)
- The Tailhook Scandal (1995) (TV)
- Danielle Steel's Mixed Blessings  (1995)  (TV)
- Christmas Every Day (1996)
- Forgotten Sins  (1996) (TV)
- That Darn Cat (1997)
- Pecker (1998)
- Forever Love  (1998)
- Frasier (2000, 2004) (TV)
- Good Morning, Miami (2002) (TV)
- That Was Then (2002) (TV)
- One Tree Hill (2004, 2010) (TV)
- Boston Legal (2008) (TV)
- Criminal Minds (2009) (TV)
- Mad Men (2012) (TV)